# 返回比
線性電路中，相依電源的返回比（return ratio）也稱為回歸比，一般會用T表示，是相依電源的電流（或電壓）除以代替電源的電流（或電壓），兩者比值的負數。环路增益和返回比常常替換使用，不過只有在單一回路系統，並且都是單一輸入模塊時才成立。

## 計算返回比

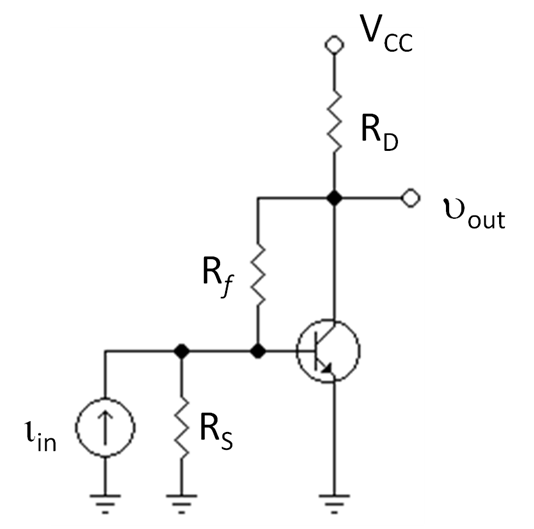
圖1：集極對基極偏壓的雙極性放大器

相依電源返回比的計算方式如下：
1. 令所有的獨立電源均為0。
2. 選擇要計算返回比的相依電源（英语：dependent source）。
3. 放置一個同型（同為電壓源或電流源），且極性相同的獨立電源，和相依電源並聯。
4. 將相依電源移到獨立電源這側，切斷獨立電源和相依電源之間的路徑。
5. 若是電壓源，返回比是相依電源的跨壓除以替代獨立電壓源電壓的負值。
6. 若是電流源，相依電流源的二端直接短路。返回比是產生的短路電流除以除以替代獨立電流源電流的負值。

### 其他方法
若相依源是在其他的零件中，無法直接在電路上處理（例如用實驗量測返回比，或是利用內建的黑箱SPICE模型）的話，上述的步驟就無法使用了。
針對SPICE模擬，有另一種方式可以用，就是人工的將非線性零件用其小信號等效模型來取代。不過若工作點變化，需要重新算小信號模型。
Rosenstark的研究結果指出，若將電路中迴路中斷掉一點，即可計算返回比，接下來的問題是要如何斷掉迴路，但又不影響偏置電壓，使條件和原來的相同。Middlebrook及Rosenstark提出了不少實驗估算返回比的方式（作者在文獻中是稱為「迴路增益」），而Hurst等人也找到可以適用在SPICE的方法。

## 例子：集極對基極偏壓的雙極性放大器

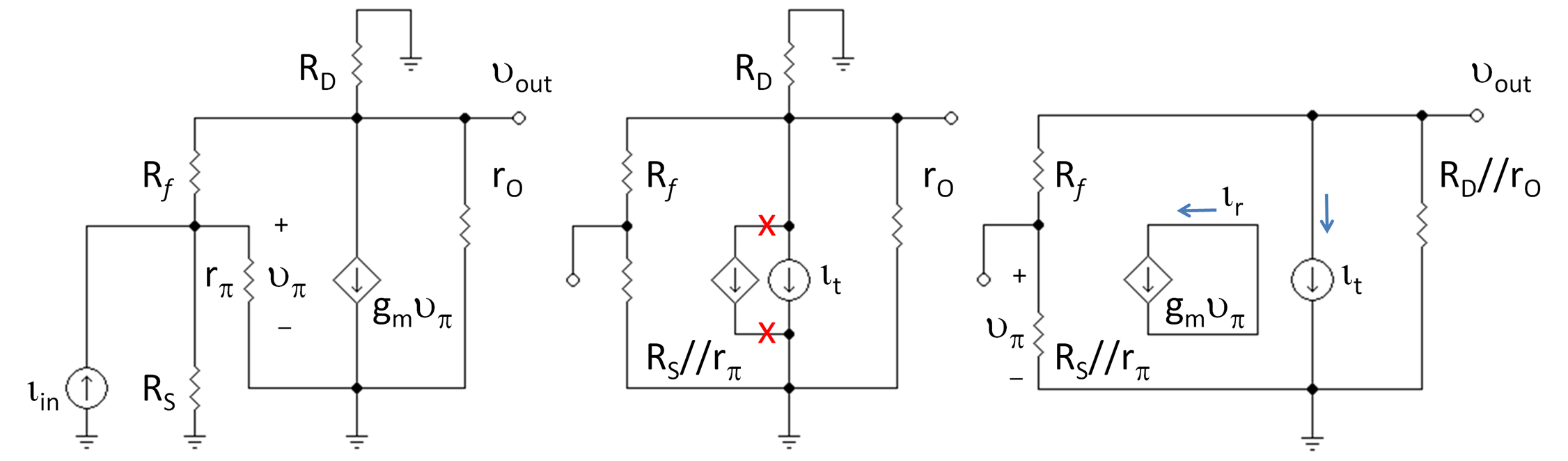
圖2：左－圖1的小信號模型，中－加入獨立電流源，加上引線，右－切斷相依電源和其他電路的接線，並使相依電源短路

圖1是雙極性放大器，其回授偏壓電阻Rf是由諾頓信號源所驅動。圖2的左圖是對應的小信號模型，電晶體用複合pi模型代替。目標是找到放大器中相依源的返回比。為了完成此目標，會依上述的方式計算。圖2的中圖就是到步驟4為止的步驟，相依電源移到加入的電流源（電流it）的左邊，剪掉的導線用x表示。圖2的右圖就可以計算返回比T為
{\displaystyle T=-{\frac {i_{r}}{i_{t}}}\ .}
其返回電流為
{\displaystyle i_{r}=g_{m}v_{\pi }\ .}
Rf的回授電流可以用電流分配定則來計算：
{\displaystyle i_{f}={\frac {R_{D}//r_{O}}{R_{D}//r_{O}+R_{F}+r_{\pi }//R_{S}}}\ i_{t}\ .}
基極對射極的電壓vπ可以用欧姆定律求得：
{\displaystyle v_{\pi }=-i_{f}\ (r_{\pi }//R_{S})\ .}
因此
{\displaystyle T=g_{m}(r_{\pi }//R_{S})\ {\frac {R_{D}//r_{O}}{R_{D}//r_{O}+R_{F}+r_{\pi }//R_{S}}}\ .}

### 在漸近增益模型中的應用
放大器電路的整體轉阻增益（transresistance gain）為：
{\displaystyle G={\frac {v_{out}}{i_{in}}}={\frac {(1-g_{m}R_{F})R_{1}R_{2}}{R_{F}+R_{1}+R_{2}+g_{m}R_{1}R_{2}}}\ ,}
其中R1 = RS || rπ，R2 = RD || rO.
上式可以用漸近增益模型改寫，會將回授放大器的整體增益用幾個獨立係數表示，這些係數也會比整體增益要好算，比較容易從電路中直接看出。此模型為：
{\displaystyle G=\ G_{\infty }{\frac {T}{1+T}}+G_{0}{\frac {1}{1+T}}\ \ ,}
其中所謂的漸近增益（asymptotic gain）G∞是gm無限大時的增益：
{\displaystyle G_{\infty }=-R_{F}\ ,}
其中所謂的前饋（feed forward）增益或是直接（direct feedthrough）增益是gm為0時的增益：
{\displaystyle G_{0}={\frac {R_{1}R_{2}}{R_{F}+R_{1}+R_{2}}}\ .}
有關此方式的其他說明，可以參考漸近增益模型。